# Municipio de Afton (condado de Cherokee)
El municipio de Afton (en inglés: Afton Township) es un municipio ubicado en el condado de Cherokee en el estado estadounidense de Iowa. En el año 2019 tenía una población de 232 habitantes y una densidad poblacional de 2,46 personas por km².

## Geografía
El municipio de Afton se encuentra ubicado en las coordenadas 42°47′12″N 95°26′19″O / 42.78667, -95.43861. Según la Oficina del Censo de los Estados Unidos, el municipio tiene una superficie total de 93.38 km², de la cual 93,38 km² corresponden a tierra firme y (0,01 %) 0,01 km² es agua.

## Demografía
Según el censo de 2010, había 230 personas residiendo en el municipio de Afton. La densidad de población era de 2,46 hab./km². De los 230 habitantes, el municipio de Afton estaba compuesto por el 97,83 % blancos, el 0,87 % eran de otras razas y el 1,3 % eran de una mezcla de razas. Del total de la población el 1,3 % eran hispanos o latinos de cualquier raza.